# Ternitz
Ternitz je město v okrese Neunkirchen v rakouské spolkové zemi Dolní Rakousy. Žije zde přibližně 15 tisíc obyvatel.

## Geografie
Ternitz leží v Industrieviertelu (Průmyslové čtvrti) v Dolních Rakousích. Plocha města je 65,32 kilometrů čtverečních a 56,38 % plochy je zalesněno.

### Katastrální území
- Dunkelstein
- Flatz
- Holzweg
- Mahrersdorf
- Pottschach
- Putzmannsdorf
- Raglitz
- Rohrbach am Steinfelde
- Sieding
- St. Johann am Steinfelde

### Členění města
- Blindendorf
- Döppling
- Dunkelstein
- Flatz
- Gadenweith
- Gutenmann
- Hintenburg
- Holzweg
- Mahrersdorf
- Ober Ternitz
- Pottschach
- Putzmannsdorf
- Raglitz
- Reith
- Rohrbach
- Sieding
- St. Johann
- St. Lorenzen
- Stixenstein
- Thann
- Unter Ternitz

V zastavěném území města Termitz je Přírodní park Sierningtal-Flatzer Wand mezi Hintenburgem, Siedingem a zasahuje až do Flatzu.

### Sousední obce
- Schrattenbach - na severu
- Würflach - na severovýchodě
- Neunkirchen - na východě
- Wimpassing im Schwarzatale a Wartmannstetten - na jihovýchodě
- Grafenbach-St. Valentin - na jihu
- Buchbach a Enzenreith - na jihozápadě
- Bürg-Vöstenhof a Prigglitz - na západě
- Puchberg am Schneeberg - na severozápadě

## Historie
Název „Ternitz" byl poprvé zmíněn v roce 1352. Centrum dnešního Ternitzu mohlo být ve středověku hustě osídleno, ale průběhem staletí zpustlo.
Rozmach města nastal až v 19. století díky prodloužení Jižní dráhy v roce 1842, nádraží Ternitz bylo postaveno v roce 1847. V roce 1846 byla postavena kovárna Franze Müllera. Roku 1862 koupil Alexander von Schoeller (1805-1886) továrnu od tehdejšího majitele Reichenbacha a o čtyři roky později založil Ternitzskou železárnu a ocelárnu. Díky vzniku ocelářského průmyslu vznikaly dělnické kolonie a počet obyvatel narůstal a brzy v továrně pracovalo více než 1000 lidí. Ternitzské osídlení se rozšířilo na území obcí St. Johann am Steinfeld, Dunkelstein a Rohrbach am Steinfeld. V roce 1923 následovalo spojení těchto tří obcí s Ternitzem. V roce 1948 byl Ternitz povýšen na město. Roku 1969 došlo ke spojení obcí Flatz a Sieding s Ternitzem a následovalo připojení obcí Pottschach a Raglitz s městem Ternitz.

## Náboženství
- 62,6 % římští katolíci
- 4,6 % evangelíci
- 9,4 % muslimové
- 20,5 % bez vyznání

Evangelická obec je v Ternitz, také římskokatolická farnost v Ternitz, Dunkelstein, Sieding, St. Johann, St. Lorenzen a Pottschach.

## Politika
V zastupitelstvu města je 37 křesel, která po volbách konaných v roce 2025 byla podle získaných mandátů rozdělena takto: 
- SPÖ 25 - ustanovuje starostu
- ÖVP 3
- FPÖ 6
- Zelení 1
- NEOS 2

Starostou města je Christian Samwald (SPÖ). Má na starosti obory obchodu, personální, sportovní, bezpečnost a katastrofy. 
Zástupcem starosty je Peter Spicker (SPÖ). Má na starosti obory kultury, správy financí a majetku, správu muzea a víceúčelové sportovní haly.

## Hospodářství a infrastruktura

### Doprava
Ternitz je dopravně dobře přístupný. Leží na silnici B17 Vídeňská Neustädtská silnice a dostupná je S6 Semmerinská rychlostní silnice s výjezdem u Neunkirchenu.
Ternitz leží také na Jižní dráze s nádražími v Ternitz a Pottschach s meziměstským provozem.

### Hospodářství
V roce 2001 bylo nezemědělských pracovišť 484 a 168 pracovišť v zemědělských a lesnických pracovišť v roce 1999. Podle sčítání lidu v roce 2001 bylo 6383 obyvatel výdělečně činných v místě bydliště, tj. 43,19 %.

## Budovy

### Mateřské školy
Dolnorakouská zemská mateřská škola v
- Ternitz-Stadtzentrum
- Ternitz-Grundackergasse
- Ternitz-Raglitz
- Ternitz-Dunkelstein
- Pottschach
- Wassergasse
- Farní mateřská škola Pottschach

### Obecné školy
- Ternitz I (Stapfgasse)
- Ternitz II (Dunkelstein)
- St. Lorenzen
- Dr. Adolfa Schärfa Pottschach
- Kreuzäckergasse

### Hlavní školy
- Dr. Karla Rennera-hlavní škola Ternitz
- Nová střední škola - Pottschach

### Všeobecná malířská vyšší škola
- BORG Ternitz

### Zvláštní školy
- Všeobecná zvláštní škola Ternitz

### Polytechnická škola
- Polytechnická škola Ternitz

### Hudební škola
- Regionální hudební škola Ternitz s dislokovanými učebnami
- Stapfgasse
- Pottschach
- St. Lorenzen
- Grafenbach v úřední budově Sieding

### Lidová univerzita
- Lidová univerzita vzdělávací středisko Ternitz

## Osobnosti

### Rodáci
- Johann Georg Hauer (1853–1905) - doktor filozofie a básník nářečí
- Karl Spiehs (* 1931), - producent filmové komedie, zábavných filmů a televizních seriálů
- Ferry Graf (* 1931) - finský zpěvák a představitel Rakouska na Grand Prix 1959
- Kurt Ingerl (1935–1999) - sochař („Svázaná žena")
- Rudolf Taschner (* 1953) – matematik

### Přátelé Ternitzu
- Wolfgang Schmeltzl (asi 1500-1564) – hudební skladatel a básník, od 1554 do 1564 farář v dnešní městské čtvrti Sankt Lorenzen u Steinfeldu
- Paul Kupelwieser (1843–1919) - generální ředitel železáren a oceláren
- Hans Czettel (1923–1980)- poslanec v Národní radě od 1953 do 1969, spolkový ministr vnitra od 1964 do 1966 a zástupce zemského hejtmana od 1969 do 1980